# Crooklands
Crooklands – osada w Anglii, w Kumbrii, w dystrykcie (unitary authority) Westmorland and Furness. Leży 9 km od miasta Kendal, 73,3 km od miasta Carlisle i 351,7 km od Londynu. W 2011 miejscowość liczyła 2176 mieszkańców.